# Lijst van voetbalinterlands Ecuador - Honduras
Deze lijst van voetbalinterlands is een overzicht van alle officiële voetbalwedstrijden tussen de nationale teams van Ecuador en Honduras. De landen speelden tot op heden zestien keer tegen elkaar. De eerste ontmoeting, een vriendschappelijke wedstrijd, werd gespeeld in Tegucigalpa op 7 december 1984. Het laatste duel, eveneens een vriendschappelijke wedstrijd, vond plaats op 16 juni 2024 in East Hartford (Verenigde Staten).

## Wedstrijden
| №  | Plaats          | Datum             | Competitie        | Wedstrijd          | Uitslag |
| -- | --------------- | ----------------- | ----------------- | ------------------ | ------- |
| 1  | Tegucigalpa     | 7 december 1984   | Vriendschappelijk | Honduras – Ecuador | 0 – 0   |
| 2  | Tegucigalpa     | 15 juni 1988      | Vriendschappelijk | Honduras – Ecuador | 1 – 1   |
| 3  | Tegucigalpa     | 17 juni 1988      | Vriendschappelijk | Honduras – Ecuador | 0 – 1   |
| 4  | San Pedro Sula  | 27 januari 2000   | Vriendschappelijk | Honduras – Ecuador | 1 – 1   |
| 5  | Quito           | 8 maart 2000      | Vriendschappelijk | Ecuador – Honduras | 1 – 3   |
| 6  | Miami           | 7 juli 2001       | Vriendschappelijk | Honduras – Ecuador | 1 – 1   |
| 7  | Fort Lauderdale | 28 april 2004     | Vriendschappelijk | Honduras – Ecuador | 1 – 1   |
| 8  | Guayaquil       | 25 januari 2006   | Vriendschappelijk | Ecuador – Honduras | 1 – 0   |
| 9  | San Pedro Sula  | 12 september 2007 | Vriendschappelijk | Honduras – Ecuador | 2 – 1   |
| 10 | La Ceiba        | 9 februari 2011   | Vriendschappelijk | Honduras – Ecuador | 1 – 1   |
| 11 | Guayaquil       | 29 februari 2012  | Vriendschappelijk | Ecuador – Honduras | 2 – 0   |
| 12 | Houston         | 19 november 2013  | Vriendschappelijk | Honduras − Ecuador | 2 − 2   |
| 13 | Curitiba        | 20 juni 2014      | WK 2014           | Honduras − Ecuador | 1 − 2   |
| 14 | Quito           | 8 september 2015  | Vriendschappelijk | Ecuador − Honduras | 2 − 0   |
| 15 | Harrison        | 26 maart 2019     | Vriendschappelijk | Ecuador − Honduras | 0 − 0   |
| 16 | East Hartford   | 16 juni 2024      | Vriendschappelijk | Ecuador − Honduras | 2 − 1   |

## Samenvatting
| Competitie        | Totaal gespeeld | Winst Ecuador | Gelijk | Winst Honduras | Doelsaldo Ecuador – Honduras |
| ----------------- | --------------- | ------------- | ------ | -------------- | ---------------------------- |
| WK-eindronde      | 1               | 1             | 0      | 0              | 2 − 1                        |
| Vriendschappelijk | 15              | 5             | 8      | 2              | 17 − 13                      |
| Totaal            | 16              | 6             | 8      | 2              | 19 − 15                      |

Wedstrijden bepaald door strafschoppen worden, in lijn met de FIFA, als een gelijkspel gerekend.

## Details

### Eerste ontmoeting
| Vriendschappelijk (Tegucigalpa, Honduras, 7 december 1984): |              | |
| Honduras                                                    | 0 – 0        | Ecuador |
|                                                             | goals        | |
|                                                             | bondscoach   | Antoninho Ferreira |
|                                                             | opstellingen | Pedro Latino Flavio Perlaza Orly Klinger Hólger Quiñónez Hans Maldonado José Villafuerte José Elias de Negri Carlos Torres Garcés ??' Fernando Baldeón ??' Jorge Vinicio Ron Hamilton Cuvi |
|                                                             | wissels      | ??' Lupo Quiñónez ??' Hermen Benítez |
| - Debuut van Hólger Quiñónez voor Ecuador.                  |              | |

### Vierde ontmoeting
| Vriendschappelijk (San Pedro Sula, Honduras, 27 januari 2000): |              | |
| Honduras | 1 – 1        | Ecuador |
| Jairo Martínez 43' | goals        | 10' Ariel Graziani |
| Ramón Maradiaga | bondscoach   | Hernán Darío Gómez |
| Wilmer Cruz Ninrod Medina Reynaldo Clavasquín Samuel Caballero Iván Guerrero Francis Reyes 58' Francisco Pavón 71' Danilo Turcios José Luis Pineda Hesler Phillips Jairo Martínez | opstellingen | Geovanny Ibarra Dannes Coronel Santiago Jácome Jhon Cagua Alberto Montaño Marlon Ayoví Edwin Tenorio ??' Héctor Ferri ??' Fabián Cubero ??' Cléber Chalá Ariel Graziani |
| Armado Guevara 58' Milton Reyes 71' | wissels      | ??' Robert Burbano ??' Santiago Morales ??' Patricio Hurtado |
| Danilo Turcios ??' José Luis Pineda ??' | gele kaarten | ??' Cléber Chalá ??' Edwin Tenorio ??' Ariel Graziani ??' Fabián Cubero                                                                                                 |
| - Tiende en laatste interland van Patricio Hurtado voor Ecuador. |              | |

### Vijfde ontmoeting
| Vriendschappelijk (Quito, Ecuador, 8 maart 2000): |              | |
| Ecuador | 1 – 3        | Honduras |
| Eduardo Hurtado 24' | goals        | 54' Juan Manuel Cárcamo 63' Juan Manuel Cárcamo 90' Wilmer Velásquez |
| Hernán Darío Gómez | bondscoach   | Ramón Maradiaga |
| José Cevallos Marlon Ayoví 71' Iván Hurtado Alberto Montaño John Cagua Cristian Quiñónez 65' Edwin Tenorio Cléber Chalá Fabián Cubero 65' Iván Kaviedes Eduardo Hurtado | opstellingen | 46' Wilmer Cruz Iván Guerrero 46' Leonardo Morales Reynaldo Clavasquín Ninrod Medina Danilo Turcios José Luis Pineda Samuel Caballero 89' Julio César de León 65' Juan Manuel Cárcamo 83' Jairo Martínez |
| Edison Méndez 65' Héctor Ferri 65' Ulises de la Cruz 71' | wissels      | 46' Hugo Caballero 46' Ricky García 65' Francisco Pavón 83' Wilmer Velásquez 89' Alex Pineda |
| Iván Kaviedes ??' | gele kaarten | ??' Samuel Caballero ??' Ninrod Medina |

### Achtste ontmoeting
| Vriendschappelijk (Guayaquil, Ecuador, 25 januari 2006): |              | |
| Ecuador | 1 – 0        | Honduras |
| Darwin Caicedo 67' | goals        | |
| Luis Fernando Suárez | bondscoach   | José de la Paz Herrera |
| Christian Mora Neicer Reasco Jorge Guagua Paúl Ambrosi 82' Giovanny Espinoza Marlon Ayoví Luis Saritama 57' Edison Méndez Segundo Castillo 46' Roberto Mina 46' Jhonny Baldeón 72' | opstellingen | Noel Valladares Boniek García Maynor Figueroa 77' Samuel Caballero Érick Vallecillo Hendry Thomas Wilson Palacios Amado Guevara Iván Guerrero 46' Luis Ramírez Wilmer Velásquez |
| Luis Garces 46' Darwin Caicedo 46' Erick De Jesús 57' Leonardo Soledispa 72' Luis Caicedo 82'                                                                                      | wissels      | 46' Francisco Ramírez 77' Carlos Oliva |

### Negende ontmoeting
| Vriendschappelijk (San Pedro Sula, Honduras, 12 september 2007): |              | |
| Honduras | 2 – 1        | Ecuador |
| Julio César de León 76' David Suazo 82' | goals        | 87' (pen.) Jorge Guagua |
| Reinaldo Rueda | bondscoach   | Luis Fernando Suárez |
| Noel Valladares Sergio Mendoza 71' Victor Bernardez Maynor Figueroa Emilio Izaguirre Edgar Alvarez 70' Julio César de León 86' Armado Guevara 65' Mario César Rodríguez 62' David Suazo 86' Carlos Costly | opstellingen | Daniel Viteri Paul Ambrosi Jayro Campos 73' José Aguirre Jorge Guagua Giovanny Espinoza 85' Patricio Urrutia 85' Cristian Lara Segundo Castillo 46' Edmundo Zura Cristian Benítez |
| Danilio Turcios 62' Hendry Thomas 65' Ramon Nunez 70' Boniek García 71' Emil José Martínez 86' Carlos Mejia 86'                                                                                           | wissels      | 46' Felipe Caicedo 73' Luis Bolaños 85' Alex Bolaños 85' Joffre Guerron |
| Victor Bernardez 87' | gele kaarten | 27' José Aguirre 87' Jayro Campos |

### Tiende ontmoeting
| Vriendschappelijk (La Ceiba, Honduras, 9 februari 2011): |              | |
| Honduras | 1 – 1        | Ecuador |
| Jerry Bengtson 8' | goals        | 12' Pablo Palacios |
| Juan Castillo | bondscoach   | Reinaldo Rueda |
| Noel Valladares Johnny Leverón Mauricio Sabillón 83' Maynor Figueroa Johnny Palacios Edgar Álvarez 58' Hendry Thomas Emil Martínez 72' Wilson Palacios 46' Carlos Costly 62' Jerry Bengtson | opstellingen | Marcelo Elizaga Jairo Campos 52' Geovanny Caicedo Christian Noboa 60' Segundo Castillo 67' Luis Saritama Walter Ayoví 81' Michael Arroyo Jaime Ayoví Juan Paredes 64' Pablo Palacios |
| Jorge Claros 46' Ramón Nuñez 58' Mariano Acevedo 62' Roger Rojas 72' Brayan Beckeles 83' | wissels      | 52' Isaac Mina 64' Joao Rojas 60' Michael Quiñónez 67' Geovanny Nazareno 81' Oswaldo Minda                                                                                           |
| Jerry Bengtson 90' | gele kaarten | 31' Segundo Castillo 40' Pablo Palacios |

### Elfde ontmoeting
| Vriendschappelijk (Guayaquil, Ecuador, 29 februari 2012): |              | |
| Ecuador | 2 – 0        | Honduras |
| Jaime Ayoví 16' Jaime Ayoví 70' | goals        | |
| Reinaldo Rueda | bondscoach   | Luis Fernando Suárez |
| Alexander Domínguez Gabriel Achilier Jorge Guagua 69' Frickson Erazo Diego Calderón Segundo Castillo 70' David Quiroz 61' Jefferson Montero 80' Joao Rojas 61' Cristian Benítez 70' Jaime Ayoví | opstellingen | Noel Valladares 70' Osman Chávez 77' Brayan Beckeles Johnny Leverón Maynor Figueroa Alfredo García 79' Roger Espinoza 78' Wilson Palacios 78' Emilio Izaguirre 62' Anthony Lozano Jerry Bengtson |
| Walter Ayoví 61' Cristian Suárez 61' Jairo Campos 69' Álex Bolaños 70' Narciso Mina 70' Enner Valencia 80'                                                                                      | wissels      | 62' Romel Quioto 70' Romel Murillo 77' Wilmer Crisanto 78' Alfredo Mejía 78' Javier Portillo 79' Edder Delgado                                                                                   |
| Diego Calderón 40' | gele kaarten | 38' Maynor Figueroa 50' Johnny Leverón |

### Twaalfde ontmoeting
| Vriendschappelijk (Houston, Verenigde Staten, 19 november 2013): |              | |
| Honduras | 2 – 2        | Ecuador |
| Carlos Costly 63' Carlos Costly 67' | goals        | 16' Jaime Ayoví 89' Enner Valencia |
| Luis Fernando Suárez | bondscoach   | Reinaldo Rueda |
| Noel Valladares Juan Montes Emilio Izaguirre 46' Maynor Figueroa Brayan Beckeles Edder Delgado Marvin Chávez 71' Andy Najar 46' Jorge Claros 58' Jerry Palacios 81' Rony Martínez 58' | opstellingen | Máximo Banguera Jorge Guagua Frickson Erazo 46' Luis Antonio Valencia 89' Christian Noboa 73' Fidel Martínez 82' Renato Ibarra 73' Segundo Castillo Walter Ayoví Juan Carlos Paredes 59' Jaime Ayoví |
| Roger Espinoza 46' Victor Bernárdez 46' Wilson Palacios 58' Carlos Costly 58' Arnold Peralta 71' Óscar García 81'                                                                     | wissels      | 46' Joao Rojas 59' Jefferson Montero 73' Fernando Gaibor 73' Enner Valencia 82' Cristian Ramírez 89' Luis Saritama                                                                                   |
| Edder Delgado 24' | gele kaarten | 84' Walter Ayoví |
| Wilson Palacios 88' | rode kaarten | 76' Juan Carlos Paredes |

### Dertiende ontmoeting
| WK 2014 (Curitiba, Brazilië, 20 juni 2014): |              | |
| Honduras | 1 – 2        | Ecuador |
| Carlos Costly 31' | goals        | 34' Enner Valencia 65' Enner Valencia |
| Luis Fernando Suárez | bondscoach   | Reinaldo Rueda |
| Noel Valladares Maynor Figueroa Víctor Bernárdez Emilio Izaguirre 46' Brayan Beckeles Óscar Boniek García 83' Roger Espinoza Luis Garrido 71' Jorge Claros Jerry Bengtson Carlos Costly | opstellingen | Alexander Domínguez Jorge Guagua Frickson Erazo Juan Carlos Paredes Christian Noboa 90+2' Jefferson Montero Walter Ayoví Enner Valencia 83' Oswaldo Minda Antonio Valencia 82' Felipe Caicedo |
| Juan García 46' Mario Martínez 71' Marvin Chávez 83' | wissels      | 82' Edison Méndez 83' Carlos Gruezo 90+2' Gabriel Achilier |
| Víctor Bernárdez 7' Jerry Bengtson 45' | gele kaarten | 57' Antonio Valencia 73' Enner Valencia 80' Jefferson Montero |

FEF · A-internationals · Bondscoaches · Selecties · Statistieken · Ecuadoraans vrouwenelftal · Olympisch elftal · Ecuador U21 · Ecuador U20 · Ecuador U18 · Ecuador U17
1938 – 1949 ·
1950 – 1959 ·
1960 – 1969 ·
1970 – 1979 ·
1980 – 1989 ·
1990 – 1999 ·
2000 – 2009 ·
2010 – 2019 ·
2020 − 2029
WK 2002 · 
WK 2006 · 
WK 2014
1938 · 
1939 · 
1940 · 
1941 · 
1942 · 
1943 · 1944 · 
1945 · 
1946 · 
1947 · 
1948 · 
1949 · 
1950 · 1951 · 1952 · 
1953 · 
1954 · 
1955 · 
1956 · 
1957 · 
1958 · 
1959 · 
1960 · 
1961 · 1962 · 
1963 · 
1964 · 
1965 · 
1966 · 
1967 · 1968 · 
1969 · 
1970 · 
1971 · 
1972 · 
1973 · 
1974 · 
1975 · 
1976 · 
1977 · 
1978 · 
1979 · 
1980 · 
1981 · 
1982 · 
1983 · 
1984 · 
1985 · 
1986 · 
1987 · 
1988 · 
1989 · 
1990 · 
1991 · 
1992 · 
1993 · 
1994 · 
1995 · 
1996 · 
1997 · 
1998 · 
1999 · 
2000 · 
2001 · 
2002 · 
2003 · 
2004 · 
2005 · 
2006 · 
2007 · 
2008 · 
2009 · 
2010 · 
2011 · 
2012 · 
2013 · 
2014 · 
2015 · 
2016 · 
2017 ·
2018 ·
2019 ·
2020 ·
2021 ·
2022
Argentinië ·
Armenië ·
Australië ·
Bolivia · 
Brazilië ·
Bulgarije ·
Canada ·
Chili ·
Colombia ·
Costa Rica ·
Cuba ·
Denemarken ·
DDR ·
Duitsland ·
El Salvador ·
Engeland ·
Estland ·
Finland ·
Frankrijk ·
Griekenland ·
Guatemala ·
Haïti ·
Honduras ·
Ierland ·
Irak ·
Iran ·
Italië ·
Jamaica ·
Japan ·
Joegoslavië ·
Jordanië ·
Kaapverdië ·
Koeweit ·
Kroatië · 
Libanon ·
Mexico ·
Nederland ·
Nigeria ·
Noord-Macedonië ·
Oeganda ·
Oman ·
Panama ·
Paraguay ·
Peru ·
Polen ·
Portugal ·
Qatar ·
Roemenië ·
Saoedi-Arabië ·
Schotland ·
Senegal ·
Spanje ·
Trinidad en Tobago ·
Turkije · 
Uruguay ·
Venezuela ·
Verenigde Staten ·
Wit-Rusland ·
Zambia ·
Zuid-Afrika ·
Zuid-Korea ·
Zweden ·
Zwitserland
Costa Rica (2006) · 
Duitsland (2006) · 
Engeland (2006) · 
Frankrijk (2014) · 
Honduras (2014) · 
Nederland (2022) · 
Polen (2006) · 
Qatar (2022) · 
Zwitserland (2014)
Hondurese voetbalbond · A-internationals · Selecties · Bondscoaches · Hondurees vrouwenelftal · Olympisch elftal · Honduras U21 · Honduras U19 · Honduras U17
1920 – 1959 ·
1960 – 1969 ·
1970 – 1979 ·
1980 – 1989 ·
1990 – 1999 ·
2000 – 2009 ·
2010 – 2019 ·
2020 − 2029
CGC 2021
CA 2001
WK 1982 · 
WK 2010 · 
WK 2014
OS 2000 · 
OS 2008 · 
OS 2012 ·
OS 2016 ·
OS 2020
1921 · 
1922–1929 · 
1930 · 
1931–1934 · 
1935 · 
1936–1945 · 
1946 · 
1947–1949 · 
1950 · 
1951–1952 · 
1953 · 
1954 · 
1955 · 
1956 · 
1957 · 
1958–1959 · 
1960 · 
1961 · 
1962 · 
1963 · 
1964 · 
1965 · 
1966 · 
1967 · 
1968 · 
1969 · 
1970 · 
1971 · 
1972 · 
1973 · 
1974 · 
1975 · 
1976 · 
1977 · 
1978 · 
1979 · 
1980 · 
1981 · 
1982 · 
1983 · 
1984 · 
1985 · 
1986 · 
1987 · 
1988 · 
1989–1990 · 
1991 · 
1992 · 
1993 · 
1994 · 
1995 · 
1996 · 
1997 · 
1998 · 
1999 · 
2000 · 
2001 · 
2002 · 
2003 · 
2004 · 
2005 · 
2006 · 
2007 · 
2008 · 
2009 · 
2010 · 
2011 · 
2012 · 
2013 · 
2014 · 
2015 · 
2016 ·
2017 ·
2018 ·
2019 ·
2020 ·
2021 ·
2022 ·
2023 ·
2024 ·
2025
Antigua en Barbuda ·
Argentinië ·
Australië ·
Azerbeidzjan ·
Belize ·
Bermuda ·
Bolivia ·
Brazilië ·
Canada ·
Chili ·
China ·
Colombia ·
Costa Rica ·
Cuba ·
Curaçao ·
Denemarken ·
Ecuador ·
El Salvador ·
Engeland ·
Finland ·
Frankrijk ·
Grenada ·
Griekenland ·
Guatemala ·
Haïti ·
IJsland ·
Israël ·
Jamaica ·
Japan ·
Joegoslavië ·
Kaaimaneilanden ·
Letland · 
Mexico ·
Nederlandse Antillen ·
Nicaragua ·
Nieuw-Zeeland ·
Noord-Ierland · 
Noorwegen ·
Panama ·
Paraguay ·
Peru ·
Puerto Rico ·
Qatar ·
Roemenië ·
Saint Vincent en de Grenadines ·
Saoedi-Arabië ·
Servië ·
Slovenië ·
Spanje ·
Suriname ·
Trinidad en Tobago ·
Turkije ·
Uruguay ·
Venezuela ·
Verenigde Arabische Emiraten ·
Verenigde Staten ·
Wit-Rusland ·
Zambia ·
Zuid-Afrika ·
Zuid-Korea ·
Zwitserland
Chili (2010) ·
Ecuador (2014) ·
Frankrijk (2014) ·
Spanje (2010) ·
Zwitserland (2010) · 
Zwitserland (2014)